# Ragnhild Agger
Ragnhild Agger (född Pilgaard), född 25 januari 1918, död 2017, var en dansk författare.
Agger debuterade under pseudonymen Rigmor Hansen med romanen Pigen (1971), senare i en trilogi följd av romanerna Pladser (1973) och Parret (1978). Romanerna, som är självbiografiska skildrar kvinnors vardagsförtryck, ett tema som sedan återkom i hennes romaner och noveller under 1980- och 1990-talen, såsom På grænsen (1982), Tågeland (1985), Den halve sol (1989) och Vinden i poplerne (1992). Vid sidan av sina realistiska och humoristiska romaner har hon även skrivit modernistiska dikter, bland vilka märks diktsamlingen Dagdigte (1979).